# Jurij Vlagyimirovics Lodigin
Jurij Vlagyimirovics Lodigin (oroszul: Ю́рий Влади́мирович Лодыгин; Vlagyimir, 1990. május 26. –) görög származású, orosz válogatott labdarúgó, a Panathinaikósz játékosa.

## Statisztika
2014. május 15-i adatok
| Klub             | Szezon           | Bajnokság | Bajnokság | Kupa  | Kupa | Nemzetközi | Nemzetközi | Egyéb | Egyéb | Összesen | Összesen |
| Klub             | Szezon           | Mérk.     | Gól       | Mérk. | Gól  | Mérk.      | Gól        | Mérk. | Gól   | Mérk.    | Gól      |
| ---------------- | ---------------- | --------- | --------- | ----- | ---- | ---------- | ---------- | ----- | ----- | -------- | -------- |
| Eordaikósz       | 2010–11          | 25        | 0         | 2     | 0    | –          | –          | –     | –     | 27       | 0        |
| Skoda Xánthi     | 2011–12          | 1         | 0         | 1     | 0    | –          | –          | –     | –     | 2        | 0        |
| Skoda Xánthi     | 2012–13          | 23        | 0         | –     | –    | –          | –          | –     | –     | 23       | 0        |
| Zenyit           | 2013–14          | 30        | 0         | 1     | 0    | 11         | 0          | –     | –     | 42       | 0        |
| Karrier összesen | Karrier összesen | 79        | 0         | 4     | 0    | 11         | 0          | –     | –     | 94       | 0        |

## Fordítás
- Ez a szócikk részben vagy egészben  a   Yuri Lodigin című angol Wikipédia-szócikk fordításán alapul.  Az eredeti cikk szerkesztőit annak laptörténete sorolja fel. Ez a jelzés csupán a megfogalmazás eredetét és a szerzői jogokat jelzi, nem szolgál a cikkben szereplő információk forrásmegjelöléseként.